# 733 هـ
733 هـ هي سنة في التقويم الهجري امتدت مقابلةً في التقويم الميلادي بين سنتي 1332 و1333.

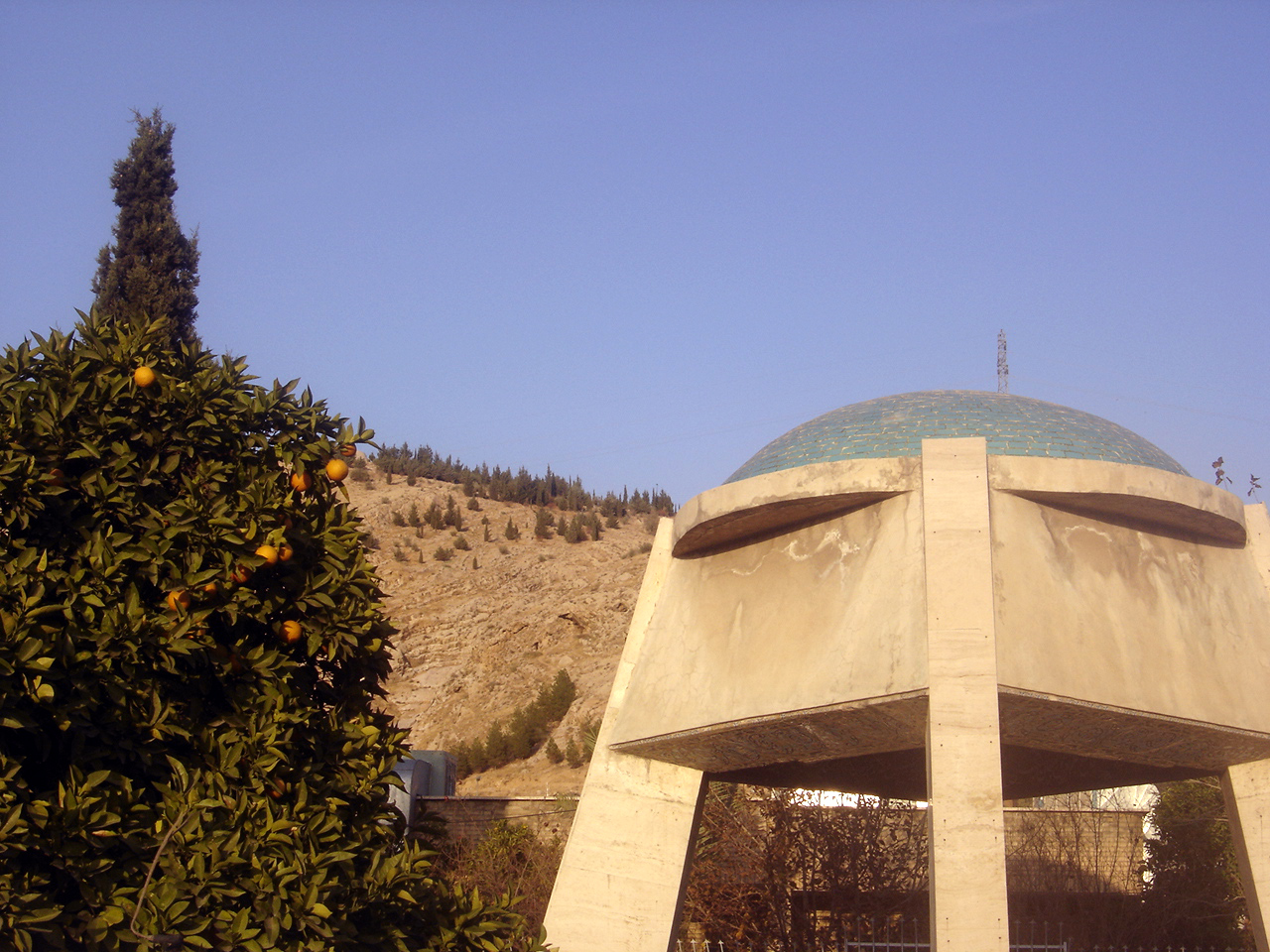
مقام شاه شجاع بشيراز، إيران

## مواليد
- ابن زمرك
- ابن عباد النفزي
- شاه شجاع

## وفيات
- بدر الدين بن جماعة
- شجاع الدين التركستاني
- شهاب الدين بن جهبل
- إبراهيم بن حسن بن عبد الرفيع الربعي التونسي
- ابن جماعة
- شهاب الدين النويري